# Црква Светих Теодора (Светих Петра и Павла) у Жичи
Црква Светих Теодора (Светих Петра и Павла) у Жичи је мања црква која се налази у комплексу Манастира Жича. Иако о овој цркви нема много писаних трагова, претпоставља се да је подигнута у време Моравске Србије, крајем 14. и почетком 15. века.

## Историјат
О изградњи Цркве Светих Теодора се мало зна, а до сада није пронађено ниједно старо писано сведочанство о њој. Раније се сматрало да је ова црква старија од централне, Спасове цркве, али је потом преовладало мишљење да је ова црква подигнута током прве половине или средине 14. века. Претрпела је знатније преградње током темељне обнове извршене 1806-1810. године. Након што је у лунети над улазом препозната представа Светих Теодора, утврђено је да су они били првобитни патрони храма, а да је црква тек касније посвећена данашњим патронима, Светим Петру и Павлу. Првобитни патрони су вероватни били заборављени услед запустелости манастира у 18. веку. У првој половини 19. века, управо у овој цркви се одвијао литургијски живот унутар манастирског комплекса.
Током археолошких истраживања спроведених 1977. године у једној наменски ископаној јами у храму пронађено је око 3300 уломака старог живописа. Због неадекватног чувања фрагменти су данас у горем стању него што су били када су пронађени, а део фрагмената је загубљен. Након преноса у Народни музеј Краљево, фрагменти су стручно збринути и проучени. Ови фрагменти су покривали махом горње делове апсиде и више зоне на источној страни цркве. То су управо они делови храма који су грубо президани током обнове почетком 19. века. Што се тиче фресака сачуваних на другим зидовима цркве, на њима се уочавају промене које су највероватније настале услед топлотног дејства ватре. Овакве промене не постоје на уломцима из јаме. То значи да су пронађени фрагменти склоњени са зидова и похрањени у јаму пре избијања пожара. Наиме, током турских одмазди након гушења Првог српског устанка 1813. године Жича је запаљена и порушена. Том приликом је вероватно страдала и Црква Светих Теодора, иако је релативно брзо обновљена, пошто је богослужење у њој настављено свега неколико година касније. Ако се претпостави да су горели пре свега дрвени елементи у источном делу (певнице и иконостас), то би могло објаснити зашто су фреске удаљеније од олтара, а пре свега она у лунети изнад улаза, боље очуване. Са друге стране, обнова фасаде је највероватније била извршена у време владике Јоаникија Нешковића (1854-1857), који је обновио и фасаду католикона.
По својим стилским особеностима, зидно сликарство ове цркве не представља једну компактну целину. Оно је дело бар двојице сликара. По својим карактеристикама, овај живопис има доста сличности са сликарством Моравске Србије. Ове фреске највише подсећају по свом стилу на фреске у Манасији, а мање на фреске из Раванице. Из тога следи да фреске Цркве Светих Теодора потичу из првих деценија 15. века, а не са краја 14. века, како се раније мислило. На основу оваквог датовања фресака, може се одбацити теорија да је ова црквица старија од главне манастирске цркве. Подизање Цркве Светих Теодора би онда требало везати за године Моравске Србије, односно крај 14. и почетак 15. века. Зидање редовима камених блокова између којих су уметнута 4 реда опеке још једна је карактеристика ове цркве која припада моравском стилу. Ктитор цркве је био неко из самог врха тадашње српске државе, али то није била особа сахрањена испод надгробне плоче са представом јелена, која је пронађена у цркви. Такође, не чуди што је ова црква првобитно била посвећена Светом Теодору Тирону и Светом Теодору Стратилату, с обзиром да је култ светих ратника јачао у време Моравске Србије и борби које су вођене са надолазећом турском војском.